# Mercedes-Benz W138
Mercedes-Benz 260 D är en personbil, tillverkad av den tyska biltillverkaren Mercedes-Benz mellan 1936 och 1940.
I början av trettiotalet började dieselmotorn bli så ”civiliserad” att den skulle kunna användas för att driva personbilar. Mercedes-Benz experimenterade med en sexcylindrig motor i ett Mannheim-chassi, men problem med vibrationer från den stora motorn ledde till att man fick ge upp försöken. Istället gjordes nya försök med en fyrcylindrig motor i det mindre W21 230-chassit. Resultatet blev så lyckat att man 1936 kunde presentera världens första serietillverkade personbilsdiesel: 260 D. Mercedes-Benz byggde 170 bilar som huvudsakligen användes som taxi för att testa ut konstruktionen.
1937 kom den uppdaterade W143 230-modellen och samma ändringar, med bland annat modernare karosser och fyrväxlad växellåda genomfördes även på dieselmodellen. Produktionen tog nu fart på allvar och bilen såldes förutom till taxiägare även till privatpersoner som uppskattade de låga driftskostnaderna.
Motor
| Modell | Motor                     | Cylindervolym | Effekt | Bränslesystem    |
| ------ | ------------------------- | ------------- | ------ | ---------------- |
| 260 D  | OM138: 4-cyl radmotor ohv | 2545 cm³      | 45 hk  | Bosch dieselpump |

Tillverkning
| Modell | Antal |
| ------ | ----- |
| 260 D  | 1 967 |